# ریوجی کاتو
ریوجی کاتو (انگلیسی: Ryuji Kato؛ زادهٔ ۲۴ دسامبر ۱۹۶۹) بازیکن فوتبال اهل ژاپن است.
از باشگاه‌هایی که در آن بازی کرده‌است می‌توان به باشگاه فوتبال ساگان توسو، باشگاه فوتبال سانفریس هیروشیما، باشگاه فوتبال توکیو، باشگاه فوتبال کونسادول ساپورو، و باشگاه فوتبال کاشیوا ریسول اشاره کرد.